# Un garrochista
Un garrochista (« un lancier ») est une peinture réalisée par Francisco de Goya en 1795. Il s'agit d'un portrait équestre de Manuel Godoy.

## Contexte de l'œuvre
Peint vers 1795, la proximité chronologique de cette pièce avec les cartons pour tapisserie fait que beaucoup de spécialistes pensent qu'il fait partie d'une série, tandis que le Musée du Prado le maintient en dehors des séries de cartons.